# Mont Cleveland (Montana)
Pour les articles homonymes, voir Cleveland (homonymie).
Le mont Cleveland est la plus haute montagne située dans le parc national de Glacier dans l'État du Montana aux États-Unis. C'est également le point culminant du chaînon Lewis. La montagne est située à environ 8 km au sud de la frontière avec le Canada,. 
Le mont se caractérise par un fort dénivelé par rapport à la vallée environnante. Son versant occidental grimpe de plus de 1 700 mètres sur 3,2 km et son versant nord-ouest s’élève de 1 200 mètres en à peine 640 mètres. Il fait ainsi partie des montagnes les plus pentues des États-Unis,. Sa première ascension fut réussie en 1924 par le Sierra Club. La route d’accès la plus facile se fait par la face occidentale. Des traces laissent à penser que des indiens avaient déjà escaladé la montagne avant l'arrivée des européens.